# ثائر زين الدين
ثائر زين الدين شاعر ومترجم وناقد سوري من مواليد محافظة السويداء عام 1963، حاصل على شهادة في الهندسة الميكانيكية من جامعة دمشق عام 1986 بالإضافة للدكتواره في العلوم الهندسية في موسكو عام 1993. وهو عضو في الأكاديمية الروسية للعلوم منذ عام 2020.

## حياته العملية
درس في السويداء حتى أنهى المرحلة الثانوية، ثم أنهى دراسته الجامعية في دمشق حيث حصل على بكالوريوس في الهندسة الميكانيكية 1985, ثم أرسل في بعثة إلى الاتحاد السوفييتي (سابقاً) فحصل على الدكتوراه في مجال ضغط السوائل. زَاولَ نشاطه الأدبي أثناء فترة دراسته حيث كان في البداية على شكل مشاركة في مهرجانات أدبية، ثم نشر نتاجه الشعري في الصحف والمجلات ، ليبدأ بعدها بالمشاركة في امسيات في دمشق والسويداء وطرطوس وغيرها، قبل أن ينضم إلى اتحاد الكتاب العرب في دمشق ليتولى بعدها منصب المدير العام للهيئة العامة السورية للكتاب.

## أعماله

### في مجال الترجمة
- الدرّاق وقصص أخرى – مجموعة قصصية للكاتب الأميركي أوليفر هنري – دار سعد الدين – دمشق 1995 . ط2:هدايا المجوس، دار سمرقند2008.
- مذكرات طبيب شاب – مجموعة قصصية للكاتب الروسي ميخائيل بولغاكوف – دار الأمين ط1 : 1996 . دار الطليعة الجديدة ط2: 2005- مُشترك مع د.أسامة أبو الحسن ود.نجاة عبد الصمد.
- بين هاويتين – مجموعة شعرية للشاعرين الروسيين فاليري بريوسوف  ومارينا سفيتايفا – دار علاء الدين – دمشق 2000
- عودة الإنسان – مجلد للكاتب الروسي ف. م. دوستويفسكي – دار علاء الدين – دمشق 2005
- وحيداً وسط السهب العاري – مجموعة شعرية للشاعر الروسي سيرغي يسينين – وزارة الثقافة السورية – 2005
- أجراس بيضاء – مختارات شعرية للشاعرة الروسية آنا أخماتوفا – دار سمرقند 2007. ط2:دار النايا2010
- القصيدة الأخيرة – رواية للشاعر الهندي طاغور – دار الحوار – اللاذقية 2005 – مشترك مع الدكتور فريد الشحف.
- بيوض القدر – رواية ميخائيل بولغاكوف – ترجمة – دار الحوار – اللاذقية 2006- مشترك مع الدكتور فريد الشحف.
- شريعة حمورابي – رواية جنكيز أبدوللايف – ترجمة – دار الحوار – اللاذقية 2008- مشترك مع الدكتور فريد الشحف.
- الحضارات- الماضي، الحاضر، المستقبل - دار العوام و دمشق-دمشق2010-مشترك مع د.فريد الشحف.
- نشيد الشيطان- ميخائيل بولغاكوف-دار سمرقند-السويداء2009-مشترك مع د.فريد الشحف.
- حلم رجل مضحك- دوستويفسكي-ترجمة-دار سمرقند-السويداء 2010.
- تدخلين كالمستقبل – بوريس باسترناك – ترجمة – دار ليندا – السويداء 2011.
- سنبلة القمح – قصص روسية للأطفال – ترجمة- دار ليندا- السويداء 2012.
- إنسان باسم امرأة – سيلينا أوغنيفا – ترجمة – دار الحوار – اللاذقية 2012 مشترك مع د.فريد الشحف.
- فلنحب ونموت في أندورا فقط – جنكيز أبدولايف- دار العوام –دمشق 2012مشترك مع د.فريد الشحف.
- مورفين – ميخائيل بولغاكوف-رواية- دار الحوار-اللاذقية 2012.
- لا شيء أغلى. مجموعة قصصية. تأليف: ميخائيل بوزدنياكوف. 2021.
- الحياة والمصير. تأليف: فاسيلي غروسمان. 2021. [بالاشتراك مع فريد الشحف].
- مختارات من الشعر الروسي. 2022.

### في مجال الشعر
- مجموعة ( ورد ) – دار الثقافة – دمشق – 1989
- مجموعة ( لّما يجئ بعد المساء ) – وزارة الثقافة السورية – 1996
- مجموعة ( أنا شيد السفر المنسي ) – وزارة الثقافة السورية – 1998, ط2:دار الحوار-اللاذقية-2010.
- مجموعة ( في هزيم الريح ) – وزارة الثقافة السورية – 2003
- مجموعة (سيدة الفراشات)-اتحاد الكتاب العرب-دمشق-2010
- (وردة في عروة الريح). 2019.

### في مجال النقد الأدبي
- أبو الطيب المتنبي في الشعر العربي المعاصر – دراسة – اتحاد الكتاب العرب – دمشق 1999
- قارب الأغنيات والمياه الخاتلة ( دراسة في توظيف الأغنية في القصة والرواية ) – اتحاد الكتاب العرب، دمشق – 2001
- خلف عربة الشعر ( دراسات في الشعر العربي الحديث ) – اتحاد الكتاب العرب 2006
- ذئاب و شعراء (دراسات في الشعر العربي القديم)- اتحاد الكتاب العرب 2008.
- أبو الطيب المتنبي في الشعر العربي المعاصر – دراسة – اتحاد الكتاب العرب – دمشق 1999
- في دروب السرد (دراسة في القصة والرواية)- دارليندا2010
- ضوء المصباح الوحشي/في العلاقة ما بين الفن التشكيلي والأدب-دمشق – دار الملايين 2012.[1]
- مغامرات في أرض حرام: في الترجمة والأدب المقارن. 2016.
- مرايا الظلال القادمة: دراسات في الشعر العربي المعاصر. 2018.
- شخصية يهوذا الإسخريوطي في نماذج روائية. 2019.[5]
- المختار من أمالي أبي علي القالي. 2020.
- أضاميم من أدب طه حسين. 2021.[6]